# Robert Mulliken
Robert Sanderson Mulliken (7. lipnja 1896. – 31. listopada 1986.) američki fizičar i kemičar, dobitnik Nobelove nagrade za kemiju 1966. godine

## Životopis
Mullikenov otac bio je profesor organske kemije na MIT-u. Robert je još kao dijete naučio imena i botaničku klasifikaciju biljaka, imao je odlično (iako selektivno) pamćenje. Naučio je dovoljno njemačkog da nije morao pohađati predavanja iz njemačkog na fakultetu, ali nije zapamtio ime svog srednjoškolskog profesora. Diplomirao je kemiju na MIT-u 1917. godine. Doktorirao je 1921. godina na Sveučilištu u Chicagu temom o separaciji izotopa žive ishlapljivanjem. Od 1926.- do 1928. predavao je fiziku na Sveučilištu New York (NYU). 1934. godine osmislio je novu ljestvicu elektronegativnosti elementa. Ova ljestvica nije potpuno kompatibilna onoj Linusa Paulinga, ali joj je blisko srodna.

## Vanjske poveznice
- Linus Pauling and the Nature of the Chemical Bond: A Documentary History  Arhivirana inačica izvorne stranice od 12. studenoga 2012. (Wayback Machine) (na engleskom jeziku)